# Chabulina putrisalis
Chabulina putrisalis là một loài bướm đêm trong họ Crambidae.